# Хосе Арґуельєс
Хосе Арґуельєс (англ. José Argüelles), ім'я при народженні Джозеф Ентоні Арґуельєс (англ. Joseph Anthony Arguelles, англ. вимова: [ɑrˈɡweɪ.ɨs]; 24 січня, 1939 – 23 березня, 2011) — письменник, художник, візіонер. Він був засновником Планетарної мережі мистецтв та Фонду Закону Часу. Він отримав звання доктора філософії з Історії мистецтв та Естетики у Чиказькому університеті й викладав у багатьох коледжах, в тому числі Принстонського університету та Художньому інституті Сан-Франциско. Він був братом-близнюком поета Івана Арґуельєса. Як один із творців концепції Дня Землі, Арґуельес заснував перший Фестиваль Всієї Землі [Архівовано 18 березня 2012 у Wayback Machine.] в 1970 році, у Девісі, Каліфорнія. Найбільше Він був відомий за його провідну роль в організації у 1987 році Гармонічної Конвергенції та за винахід календаря Дрімспел, у тому ж 1987 році.

## Художник
Як живописець і художник, він представив ілюстрації до численних книг, а також фрески в різних університетах. Тим не менш, його можливості як художника включили його утворення професор історії мистецтв, і його погляди на мистецтво як «психофізичного естетичного» можна знайти в його докторській дисертації «Чарльз Генрі і формування психофізичної естетики» (Chicago University Press, 1972). При навчанні як професора в Університеті Каліфорнії, Девіс — один з його випускні іспити для учнів було створити «те, що вони вірили» — це стало подією життя мистецтво, яке в кінцевому підсумку стало основою для щорічного Фестивалю Всії Землі [Архівовано 18 березня 2012 у Wayback Machine.], що досі відбувається в Університеті Каліфорнії, у Девісі. Після експериментів з LSD у середині 1960-х років, Арґуельес випустив серію картин психоделічного мистецтва, що Хамфрі Осмонд, який спочатку придумав слово «психоделічний» назвою «Двері сприйняття» (після Олдос Хакслі 1954 однойменна книга, сама назва взята з Вільяма Блейка 18-го століття поема). У 2002 році Арґуельес у інтерв'ю говорить про свою творчість, як фантастичну, як картина була, це була обмежена середу з точки зору аудиторії".

## Слава
Хосе Арґуельєс був відомий за його роль в організації Гармонічна Конвергенція подій 1987 року[джерело?], і його книга Фактор Майя: Шлях Без технології, опублікованій в тому ж році. У «Факторі Майя» Арґуельєс розробляє складні нумеролоґічні системи, об'єднуючи елементи, взяті з доколумбових календар майя з і цзін та інших езотеричних впливів, що чергуються з поняттями взяті з сучасної науки, таких як «ґенетичні коди» і «галактичної конвергенції» книга вперше популяризував Хунаб Ку дизайн символ в Новий дискурс століття, після зміни його зовнішнього вигляду від спочатку представлених мексиканський антрополог Домінґо Мартінес Паредес (1904–1984) в своїй публікації 1953 Hunab Kú: Síntesis del pensamiento filosófico maya.
У 1995 році Altea Publishing, Шотландії, опублікував свій Введення нового часу: Створення планетарної групи субтитрами на змісті, як створення Планетарного ради Календар і Планетарна Мережа Мистецтв. Це було написано як частина 2 (p89), публікації в яких частина 1 була Галактичної людини Керівництво Шелдон Нідл. На жаль, на виробництві, відсутні стр. 65–80 частини 1, а дублювання стр. 33-64.
Арґуельес виробництва «Дрімспел: Подорож Корабля Часу Земля-2013» і гри/інструменту «Телектонон: Хто говорить Камінь Пророцтва». Перша з них є джерелом 13 Арґуельес "Moon/28 день календаря. Цей календар починається 26 липня (сонячне схід зірки Сіріус) і працює протягом 364 днів. Решта дати, 25 липня, святкується в деяких колах як «День Поза Часом/Мир через Культуру Фестиваль». — наголошується в більш ніж 90 країнах по всьому світу.

## Закон Часу
У своїй книзі 2002 Час і техносфера, Арґуельес розробляє і просуває про те, що він називає «Закон Часу», зокрема, обрамлені його інтерпретації, як Майя календарної математики функціонував. У цій умовній Арґуельес рамках стверджує, що виявила «основний закон» за участю двох тимчасових частот: та, яку він називає «механізований часу» з «12:60 частот», і інші "природні [час] кодифікованих майя [тобто ] розуміється частота 13:20 «. Для Арґуельес» неправильний 12 місяців [григоріанський] календар і штучні, механізовані 60-хвилинний час «являє собою конструкцію, яка штучно регулює людські справи, і поза ногу з природним» синхронному порядку ". Він пропонує універсальну відмови від григоріанського календаря і заміна її Тринадцяти місячний, 28-денний календар, для того, щоб «людський рід повернутися на правильний курс» прийняття цього календаря досконалої гармонії, так що людська раса може випрямити свою думку ще раз. "

## Критика
Аргуельес заявив, що його інструменти і календаря не було календаря майя, але критика була зосереджена на відсутність підтримки його роботи будь-якого професіонала Mayanist. Критики стверджують[джерело?], що його нова інтерпретація просто кооптує давньої традиції, переробляючи його в New Age терміни, хоча його підхід можна визначити як синтезу. Багато релігійні та духовні поняття впродовж усієї історії були пов'язані з еклектичний синкретизм з одного або декількох раніше існували світоглядів. Багато хто з впливів Дрімспелл походять з не-Майя джерел, таких як календар 13-moon/28-day, магічний квадрат Бен Франклін 8, цзин, нумерологія, і асорті містичний та псевдоісторичних працює як Еріх фон Денікен 'з раніше Колісниця богів?. Аргуельес базується на інший день підрахунку, ніж традиційний календар майя. Наприклад, у традиційному кількість 1 січня 2005 становить 5 Мулук, а в Дрімспелл це 2 Etznab. Як математик Майкл Фінлі зазначає:
 «З 365 майя день хааб не передбачає високосного року, його початкова дата в Григоріанський календар збільшиться на один день кожні чотири роки. початку року Аргуельес» фіксується до липня 26. Таким чином, його кількість днів відходить від хааб як було відомо майя книжники до іспанського завоювання. Аргуельес стверджує, що Календар Тринадцяти Лун синхронізується з календарем тур. Очевидно, що це не так. "
п. оборони Аргуельес заявив, що його календар «правильне і біологічно точні … для всієї планети».  [Архівовано 11 березня 2012 у Wayback Machine.] Аргуельес є одним з кількох осіб, які внесли свій вклад у поширення Mayanism, збір переконання в залежності від їх власних інтерпретацій древньої культури майя і переконань.

## Планетарна Мережа Мистецтв
Аргуельес є співзасновником Планетарної Мережі Мистецтв (ПММ) (the Planet Art Network (PAN)) з Ллойдін в 1983 році як автономної, мета-політичних, всесвітня організація світу займатися мистецтвом і духовністю. Діє більш ніж в 90 країнах, PAN підтримує Микола Реріх Пакт Миру і Прапор Миру, що символізує «Світ через культуру».
Планетарна Мережа Мистецтв функціонує як мережа самостійно організованих колективах, за централізованим загальним центром сприяння прийняттю в усьому світі Дрімспелл Календар Аргуельес "день 13-Moon/28. Мережа підтримує гасло «Час мистецтва», припускаючи, що час є засобом для нашого творчого досвіду, а знайомі кажуть «Час-гроші».

## Перший Всесвітній Форум Ноосфера
На момент своєї смерті він був директором Ноосфера проекту II з галактичних Досліджень Фонду Інституту, включаючи перший Всесвітній форум з Ноосфера, проект, який передбачає створення діалогу, який об'єднує мережу організацій, що працюють з метою формування позитивного зрушення свідомості, до 2012 року з баченням всій землі, як твір мистецтва.

## Сайти
https://web.archive.org/web/20120311095359/http://www.13moon.com/Votan-bio.htm
http://www.lawoftime.org/ [Архівовано 27 липня 2013 у WebCite]
http://www.earthportals.com/Portal_Messenger/arguelles.html [Архівовано 25 березня 2012 у Wayback Machine.]
https://web.archive.org/web/20120324103502/http://www.chronicleproject.com/stories_273.html
http://www.omplace.com/articles/2012_What_It_Means.html [Архівовано 10 січня 2012 у Wayback Machine.]
http://www.koob.ru/arguelles_jose/the_mayan_factor [Архівовано 24 квітня 2012 у Wayback Machine.]
http://www.koob.ru/arguelles_jose/ [Архівовано 17 квітня 2012 у Wayback Machine.]
https://web.archive.org/web/20110418143451/http://www.greatmystery.org/nl/josearguelles.html

## Відео
http://www.youtube.com/watch?v=l29O7LhzuuM [Архівовано 8 березня 2014 у Wayback Machine.]